# Heptenophos
Heptenophos ist ein Pflanzenschutzwirkstoff aus der Gruppe der Insektizide.

## Eigenschaften
Heptenophos bekämpft verschiedene Insekten, darunter Blattläuse, Fliegen, Flöhe und Zecken. Von der WHO wurde dieser Wirkstoff als hochgefährlich eingestuft.

## Synthese
Die Synthese von Heptenophos erfolgt durch Umsetzung von 7,7-Dichlorbicyclo[3.2.0]hept-2-en-6-on mit Trimethylphosphit in einer Perkow-Reaktion:

## Handelsname
Ein Pflanzenschutzmittel mit dem Wirkstoff Heptenophos wird unter den Handelsnamen Hostaquick und Ragdan vermarktet.

## Zulassung
In der EU sowie in Deutschland, in Österreich und in der Schweiz sind keine Pflanzenschutzmittel zugelassen, die diesen Wirkstoff enthalten.